# Gabriele Stötzer
Gabriele Stötzer, née le 14 Avril 1953 à Emleben, est une autrice et artiste plasticienne allemande.

## Biographie
À partir de 1969, Gabriele Stötzer suit une formation d'assistante technique médicale à Erfurt. Elle prend ensuite des cours du soir pour obtenir son baccalauréat. En 1973, elle se marie et porte alors le nom de Gabriele Kachold. Elle commence à étudier l'allemand et l'éducation artistique à l'École supérieure de pédagogie et entre en contact avec la scène littéraire et artistique d'Iéna autour de Jürgen Fuchs. À l'été 1976, elle est expulsée de son établissement en raison de sa participation à une pétition contre le renvoi d'un camarade critique. Comme mise à l'épreuve, elle est envoyée à l'usine. En novembre 1976, elle participe à la mobilisation contre l'expatriation de Wolf Biermann. Avant que la liste des signatures de la pétition ne soit envoyée d'Erfurt à Berlin, elle est arrêtée par la Stasi ; après cinq mois de détention provisoire, elle est condamnée au printemps 1977 à un an de prison pour diffamation de l'État.
Lors de son incarcération à la prison Hoheneck à Stollberg (Saxe), Gabriele Stötzer décide d'écrire. Après sa libération, elle refuse d'émigrer vers l'Ouest et est à nouveau contrainte de travailler à l'usine. Elle commence à écrire des textes autobiographiques et expérimentaux qui documentent la tentative de trouver un mode d'expression spécifiquement féminin. En 1979 elle divorce ; jusqu'en 1992, elle se fait appeler Gabriele Stötzer-Kachold.
En 1980, elle prend la direction d'une galerie d'art privée à Erfurt, où elle expose des œuvres de la scène alternative, d'abord de Thuringe puis de toute la RDA. Lorsque la notoriété de la galerie commence à s'étendre, celle-ci est fermée par la Stasi.
En tant qu'artiste, Gabriele Stötzer travaille la photographie, le film Super 8, le graphisme et le tissage. Son travail de photographe présente une esthétique féministe subversive, qui se fonde notamment sur l'exploration du corps. Ses photographies rendent compte à la fois d'une forme de désespoir et d'enfermement, tous deux transcendés par l'énergie, le désir et le rêve. 
En 1984, elle est cofondatrice du groupe de femmes artistes d'Erfurt, qui réalise des défilés et des performances d'objets de mode et, à partir de 1986, des films Super 8, même dans les limites très restreintes de la RDA.
Avant la Révolution pacifique en RDA, les contributions de Gabriele Stötzer sont publiées dans la revue Temperamente - Blätter für junge Literatur la maison d'édition jeunesse de la RDA, Verlag Neues Leben, Berlin. Des textes d'elle paraissent dans le numéro 1/1989 et une interview intitulée « L'art est un rythme dans lequel les femmes peuvent vivre » et quelques textes dans le numéro 3/1989. Le volume Zügel los est publié en 1989 par la maison d'édition Aufbau. De 1982 à 1988, elle réalise treize livres d'artistes composés de textes, de photos et de dessins. Ses œuvres sont également imprimées dans divers magazines underground (und, mikado, ariadnefabrik, KomaKino).
Avant la réunification, Gabriele Stötzer est cofondatrice d'un groupe à Erfurt appelé «Frauen für Veränderung» («Les femmes pour le changement»). Le 4 décembre 1989 elle est co-initiatrice de la première occupation d'un centre de la Stasi à Erfurt, puis s'engage au sein du Conseil des citoyens et du Comité des citoyens. En 1990, elle est cofondatrice de l'association d'Erfurt « Kunsthaus ». Ses textes peuvent désormais être publiés chez des éditeurs réguliers et elle présente les multiples aspects de son travail artistique lors de voyages au pays et à l'étranger. À partir de 2010, elle donne des séminaires à l'Université d'Erfurt et participe à des lectures avec le groupe de musique expérimentale EFIM, originaire de Weimar. En 2005 Gabriele Stötzer vit à Erfurt et Utrecht.
En 2014, Gabriele Stötzer devient la 49e boursière de la Fondation Calwer Hermann Hesse. Son livre Der lange Arm der Stasi (Le bras long de la Stasi) dans lequel elle raconte l'histoire d'un groupe d'artistes résistants d'Erfurt en RDA, est publié en 2022.

## Anthologie
- TEMPERAMENTE (de) Blätter für junge Literatur, numéros 1/1989,  (ISBN 3-355-00896-6) et 3/1989,  (ISBN 3-355-00898-2), Verlag Neues Leben, Berlin.
- Dichter dulden keine Diktatoren neben sich. Reiner Kunze. Weilerwist 2013
- Löhma 12/18, livre d'artiste original avec des textes et des gravures de divers artistes ; publié par le Kunstverein Löhma.

## Publications
- Zügel los, Aufbau Verlag, Berlin, 1989
- Heißes Eisen Freiheit, MERIAN, Hambourg, 1990, S. 75–78
- Grenzen los fremd gehen, Janus Press, Berlin 1992.
- Erfurter roulette, P. Kirchheim Verlag München, 1995.
- Die bröckelnde Festung, P. Kirchheim Verlag, Munich, 2002
- Ich bin die Frau von gestern, Edition Büchergilde, Frankfurt am Main 2005,  (ISBN 3936428476).
- Das Leben der Mützenlosen, P. Kirchheim Verlag, München 2007.
- De grijze stroom, Gheringbooks, 2012
- Das brennen der worte im mund, ARTE FAKT Verlagsanstalt, 2017,  (ISBN 9783937364070).
- Der lange Arm der Stasi, Spector Books, Leipzig 2022,  (ISBN 9783959053174).

## Films super 8
- Kai und Karsten, Super 8, 12 min, 1983
- Austreibung aus dem Paradies, Super 8, 25 min, 1984
- Lokalbestimmung, Super 8, 18 minutes, 1984
- Spitze, Super 8, 12 min, 1986
- Trisal, Super 8, 20 minutes, 1986
- Veitstanz/Feix Dance, Super 8, 25 min, 1988
- Kentaur, Super 8, 9 min, 1988
- ... hab ich euch nicht glanz amüsiert ? Super 8, 12 minutes, 1989
- Erfurt 1989, Super 8, 8 min, 1989

Avec le groupe d'artistes d'Erfurt :
- Frauenträume, Super 8, 25 min, 1986
- Die Geister berühren, Super 8, 25 min, 1987
- Komik komisch, Super 8, 25 min, 1988
- Verführung, super 8, 12 min, Idée et équipement Gabriele Göbel, 1988
- Signale, Super 8, 25 min, 1989
- Es waren zwei Königskinder, Super 8, 10 min, 1990

## Participation
- Das Frauenzuchthaus Hoheneck. Demütigung, Willkür, Verrat , 59:30 min, réalisation : Stefan Kanis, montage : Kathrin Aeglich, diffusion originale sur MDR Figaro le 28. Septembre 2011
- Fremde Mutter, fremdes Kind. Zwangsadoption in der DDR, réalisation : Wolfgang Bauernfeind, montage : Kathrin Aeglich, diffusion originale sur MDR Figaro le 10. avril 2013

## Catalogues d'exposition
- Gabriele Stötzer, Schwingungskurve Leben, Catalogue pour l'exposition au Schiller Museum Weimar, 29 Novembre 2013 au 5 Janvier 2014.
- Zwischen Ausstieg und Aktion. Die Erfurter Subkultur der 1960er, 1970er und 1980er Jahre, catalogue pour l'exposition à la Kunsthalle Erfurt, 8 décembre 2013 – 2 Février 2014.
- »re.act.feminism #2« – a performing archive, catalogue bilingue de l'exposition itinérante du même nom, qui a parcouru six pays européens en 2011-2013, éditrices Bettina Knaup et Beatrice Ellen Stammer, 2014.

## Prix
- Prix des médias Juliane Bartel, 2012
- Prix social allemand 2012 du Groupe de travail fédéral sur l'aide sociale non statutaire pour le documentaire radio Das Frauenzuchthaus Hoheneck
- Prix Robert Geisendörfer 2014 - Le prix des médias de l'Église protestante pour le documentaire radio Fremde Mutter, fremdes Kind (avec Wolfgang Bauernfeind)

## Documentationeingeschränkte Freiheit
Les services secrets du ministère de la Sécurité d'État (MfS) possèdent un dossier complet sur la vie de Gabriele Stötzer. Étudiante, elle est déjà sous surveillance de la police secrète de la RDA. Les conséquences pour elle ont été des tentatives d'intimidation et d'emprisonnement. Le parcours de Gabriele Stötzer est représentatif des parcours de nombreuses personnes en RDA. En 2014, le commissaire fédéral aux archives de la Stasi publie la brochure eingeschränkte Freiheit sur l'affaire Gabriele Stötzer. Cette documentation est disponible gratuitement en ligne dans un format PDF libre et sous forme de copie imprimée accessible.